# Веладеро
Веладе́ро (ісп. Cerro del Veladero) або Серро-Бабо́со (ісп. Cerro Baboso) — гірська вершина висотою 6471 м в масиві Пуна-де-Атакама в аргентинській провінції Ла-Ріоха, розташована за декілька кілометрів на захід від Серро-Бонете (та часто розглядається як інша вершина цієї гори). Вершина достатньо ізольована та її назва маловідома, перш за все через відсутність популярності серед альпіністів. Гора розташована в районі озера та містечка Лагуна-Брава (провінція Коррієнтес), та є майже недоторканою вулканічною вершиною цього району.